# Mille volte Buona notte
 Mille volte Buona notte (Tusen ganger god natt, titolo internazionale A Thousand Times Good Night) è un film del 2013 diretto da Erik Poppe, con Juliette Binoche, Nikolaj Coster-Waldau, Maria Doyle Kennedy, Larry Mullen Jr. e Mads Ousdal.

## Trama
Rebecca è una fotoreporter irlandese, una delle più celebri a livello mondiale, specializzata in reportages in zone di guerra; nel corso di un servizio in Afghanistan, si trova a documentare un attacco suicida compiuto da una donna. In particolare, è a bordo dell'auto che porta con sé l'attentatrice, passa un posto di blocco e poi chiede di scendere, continuando a scattare fotografie; quando gli agenti si insospettiscono ed iniziano a perquisire gli occupanti del veicolo, Rebecca riesce ad urlare alla folla in lingua inglese che sta per avvenire un attentato; una parte dei presenti riesce a fuggire, poi la bomba scoppia e rimane ferita seriamente anche Rebecca. Al risveglio, la protagonista è in un ospedale di Dubai e vede il volto del marito Marcus che è venuto a prenderla.
Tornata a casa, dove vive col marito (un biologo marino) e due figlie, si pone con forza la questione di abbandonare un lavoro rischioso come il suo, come richiestole da Marcus (che minaccia di lasciarla) e dalla figlia più grande Steph. In un primo tempo, messa alle strette, recupera il rapporto con la famiglia e riferisce alla sua committente di un giornale newyorchese, incredula, di voler lasciare la sua attività.
Steph è interessata all’attività di sostegno umanitario in Africa, guarda con interesse ai lavori fotografici della madre, soprattutto per le motivazioni da lei riferite (informare il mondo delle ingiustizie che avvengono nei paesi più poveri) e partecipa con la sua classe alla preparazione di uno spettacolo e di una ricerca sull’Africa. Per la ricerca, Rebecca aiuta la figlia per il materiale iconografico, presentandole esperti in materia. Nel corso di uno di questi incontri, un volontario norvegese, vecchia conoscenza di Rebecca, le propone di andare a fare un reportage in Kenya, in un campo nel quale non vi sono problemi di sicurezza. Steph, che vuol fare un'esperienza in Africa e contribuire al lavoro di classe, propone alla madre di accettare e di andare insieme a lei.
Dopo la ripresa dei rapporti tra Marcus e Rebecca, il primo acconsente al viaggio in Kenya della moglie con Steph. Madre e figlia partono; giunti al campo, mentre svolgono il loro lavoro, vengono all’improvviso richieste di abbandonare il campo a bordo del veicolo della ONG e sentono alcuni spari, determinati da conflitti dei giorni precedenti. Rebecca si assicura che Steph sia portata al sicuro ma rifiuta di salire sul mezzo, e realizza un reportage sull’assalto dei ribelli, riprendendo l’attacco, le esecuzioni sommarie degli occupanti inermi del campo e le distruzioni. Al rientro in Irlanda, i rapporti fra Rebecca e Marcus precipitano.

## Curiosità
- Nel film vi sono alcuni elementi autobiografici del regista, che è stato foto-reporter negli anni Ottanta in aree di guerra (Centro-America, Medio Oriente, Africa e Sud-Est asiatico).[2]
- Il film è stato girato prevalentemente in Irlanda e in Marocco.[3]

## Riconoscimenti
- 2013: Montreal World Film Festival – Gran premio speciale della giuria[4]